# Sân bay quốc tế Chennai
Sân bay quốc tế Chennai (IATA: MAA, ICAO: VOMM) tọa lạc tại Meenambakkam, 7 km phía nam Chennai, Ấn Độ. IATA Airport Code là MAA và là sân bay quốc tế cửa ngõ quan trọng thứ 3 sau Mumbai và Delhi, là sân bay trung tâm chính của nam Ấn Độ, phục vụ 10 triệu khách năm 2005. Về vận chuyển hàng hóa, sân bay này chỉ xếp thứ 2 sau Mumbai.

## Các nhà ga (Terminals)
Các chuyến bay nội địa phục vụ tại Kamaraj Domestic Terminal (KDT), còn quốc tế tại Anna International Terminal (AIT). Nhà ga cũ Meenambakkam phục vụ vận chuyển hàng hóa.

### Kamaraj Terminal (nội địa)
- Air India
  - Alliance Air (Bangalore, Bhubhaneshwar, Delhi, Kolkata, Raipur, Vizag)
  - Indian Airlines (Ahmedabad, Bangalore, Calicut, Coimbatore, Delhi, Goa, Hyderabad, Kochi, Kolkata, Madurai, Mumbai, Port Blair, Trichy, Trivandrum, Vizag)
- Air Deccan (Ahmedabad, Bangalore, Kochi, Coimbatore, Delhi, Hyderabad, Kolkata, Madurai, Mumbai, Port Blair, Pune,Rajamundry, Trichy, Trivandrum, Tuticorin, Vijaywada, Vizag)
- Go Air (Delhi, Mumbai, Pune)
- IndiGo Airlines (Hyderabad, Delhi, Kolkatha, Mumbai, Bangalore)
- Jet Airways (Ahmedabad, Bangalore, Kolkata, Kochi, Coimbatore, Delhi, Goa, Hyderabad, Mumbai, Madurai, Port Blair, Pune, Trivandrum)
- Kingfisher Airlines (Ahmedabad, Bangalore, Kochi, Mangalore, Mumbai, Pune, Vizag, Hyderabad)
- Paramount Airways (Bangalore, Coimbatore, Hyderabad, Kochi, Madurai, Thiruvananthapuram)
- SpiceJet (Ahmedabad, Bangalore, Kolkata, Hyderabad, Mumbai, Delhi, Jaipur)

### Anna Terminal (Quốc tế)
- Air Arabia (Sharjah)
- Air France (Paris-Charles de Gaulle)
- Air India (Dammam, Kuala Lumpur, Kuwait, Shanghai)
  - Air India Express (Singapore, Kuala Lumpur, Dubai, Colombo)
  - Indian (Bangkok-Suvarnabhumi, Colombo, Dubai, Kuala Lumpur, Kuwait, Muscat, Sharjah, Singapore)
- Air Mauritius (Mauritius)
- British Airways (London-Heathrow)
- Cathay Pacific (Hong Kong) - Từ ngày 02.06.08
- Etihad Airways (Abu Dhabi)
- Emirates (Dubai)
- Garuda Indonesia (Medan, Singapore)
- GMG Airlines (Dhaka) - Từ tháng 12.08
- Gulf Air (Bahrain)
- Jet Airways (Colombo, Kuala Lumpur, Singapore)
- JetLite (Colombo)
- Kenya Airways
- Kingfisher Airlines (San Francisco) - Từ t9.08
- Kuwait Airways (Kuwait)
- Lufthansa (Frankfurt)
- Malaysia Airlines (Kuala Lumpur)
- Oman Air (Muscat)
- Saudi Arabian Airlines (Dammam, Jeddah, Riyadh)
- Singapore Airlines (Singapore)
- SriLankan Airlines (Colombo)
- Thai Airways International (Bangkok, Dubai)
- Tiger Airways (Singapore)

### Nhà ga hàng hóa
- Air India Cargo
- Alitalia
- Atlas Air
- Blue Dart Aviation
- British Airways World Cargo
- Cargolux
- Cathay Pacific Airways (Hong Kong)
- Emirates SkyCargo
- Etihad Crystal Cargo
- Great Wall Airlines (China)
- Korean Air
- Lufthansa Cargo
- Polar Air Cargo
- Qatar Airways Cargo
- Singapore Airlines Cargo